# Gus Gus vs. T-World
| Оценки критиков | Оценки критиков |
| Источник        | Оценка          |
| --------------- | --------------- |
| Allmusic        | [ 1 ]           |

Gus Gus vs. T-World это сборник исландской группы GusGus, выпущенный в апреле 2000 на лейбле 4AD. Альбом представляет собой треки, авторами которых были Бигги Вейра и Херб Леговиц, когда они ещё назывались T-World.

## Список композиций
1. "Anthem" – 7:50
2. "Northern Lights" – 6:12
3. "Earl Grey" – 7:06
4. "Purple" – 9:20
5. "Rosenberg" – 6:27
6. "Sleepytime" – 4:39
7. "Esja" – 11:13

Другая версия трека «Purple» так же есть на альбомах «GusGus» (1995) и «Polydistortion» (1997).
Более короткая версия «Anthem» входит в саундтрек фильма «Пи» (1998).